# Somerset (Kentucky)
Somerset ist eine Stadt im Bundesstaat Kentucky in den Vereinigten Staaten und der Verwaltungssitz (County Seat) des Pulaski County. Das U.S. Census Bureau hat bei der Volkszählung 2020 eine Einwohnerzahl von 11.924 ermittelt.

## Geschichte
Somerset wurde erstmals 1798 von Thomas Hansford besiedelt und erhielt seinen Namen von Somerset County, New Jersey, wo einige der frühen Siedler zuvor gelebt hatten. Somerset wurde 1802 zum Sitz des Pulaski County und wurde 1887 als Stadt gegründet. Eine bedeutende Bürgerkriegsschlacht fand im Januar 1862 bei Mill Springs (heute Nancy) etwa 13 km westlich von Somerset statt; ein Museum befindet sich an diesem Ort. Eine kleinere Schlacht fand 1863 in der Nähe bei Dutton’s Hill statt. 1875 wurden die Gleise für die Southern Railroad fertiggestellt und Somerset erlebte ein plötzliches Bevölkerungswachstum und eine Industrialisierung. In den späten 1930er und frühen 1940er Jahren wurden Bibliotheksdienste von der Pack Horse Library angeboten. Die Schaffung des Lake Cumberland im Jahr 1950 verwandelte Somerset von einer verschlafenen ländlichen Gemeinde in eines der größten Erholungszentren in Kentucky, das jährlich mehr als 1,7 Millionen Besucher anzieht, besonders zwischen den Feiertagen Memorial und Labor Day.

## Demografie
Nach der Schätzung von 2019 leben in Somerset 14.485 Menschen. Die Bevölkerung teilte sich 2017 auf in 90,4 % nicht-hispanische Weiße, 3,5 % Afroamerikaner, 0,2 % amerikanische Ureinwohner, 0,7 % Asiaten und 1,4 % mit zwei oder mehr Ethnizitäten. Hispanics oder Latinos aller Ethnien machten 3,7 % der Bevölkerung aus. Das mittlere Haushaltseinkommen lag bei 24.448 US-Dollar und die Armutsquote bei 35,7 %.

## Söhne und Töchter der Stadt
- John Sherman Cooper (1901–1991), Politiker
- Lloyd B. Ramsey (1918–2016), Generalmajor der United States Army
- Lance Fuller (1928–2001), Politiker
- Jack I. Gregory (* 1931), General der United States Air Force
- Tommy Lee Wallace (* 1949), Filmregisseur und Drehbuchautor